# I Walked with a Zombie
I Walked with a Zombie is een Amerikaanse horrorfilm uit 1943 onder regie van Jacques Tourneur.

## Verhaal
De jonge ziekenzuster Betsy komt in West-Indië in aanraking met voodoo, wanneer ze een vrouw moet verzorgen die volkomen gezond lijkt, maar niet kan spreken en geen enkele emotionele reactie toont. De plaatselijke bevolking gelooft dat de vrouw een zombie is en dat enkel een voodoopriester haar kan genezen. Betsy laat zich uiteindelijk overhalen om bij die priester te rade te gaan.

## Rolverdeling
| Acteur           | Personage       |
| ---------------- | --------------- |
| James Ellison    | Wesley Rand     |
| Frances Dee      | Betsy Connell   |
| Tom Conway       | Paul Holland    |
| Edith Barrett    | Mevrouw Rand    |
| James Bell       | Dokter Maxwell  |
| Christine Gordon | Jessica Holland |
| Theresa Harris   | Alma            |
| Sir Lancelot     | Calypsozanger   |
| Darby Jones      | Carrefour       |
| Jeni Le Gon      | Danseres        |